# امیرمختار کریم‌پور شیرازی
امیرمختار کریم‌پور شیرازی (زاده: ۴ بهمن ۱۲۹۹، روستای دهویه بخش رونیز شهرستان استهبان - ۲۴ اسفند ۱۳۳۲، تهران) شاعر، روزنامه‌نگار و فعال سیاسی هوادار مصدق و ملی شدن صنعت نفت ایران بود که پس از کودتای ۲۸ مرداد دستگیر و پس از مدت‌ها شکنجه در زندان دژبان مرکز ارتش در آتش سوزانده شد.
در بعضی جاها درج شده که وی از دودمان کریم‌خان زند بود.

## روزنامه شورش
وی مدیر روزنامه شورش بود که از سال ۱۳۲۹ منتشر می‌گردید و در جریان ملی شدن صنعت نفت انتقادات تندی علیه شاه و خانواده‌اش ابراز کرد. در گوشه سمت راست روزنامه وی کلامی از حسن بن علی امام دوم شیعیان نوشته می‌شد: «پیکار کنید، بگذارید جای لکه ذلت، دامن کفن شما آغشته به خون پاک شما باشد. پیکار کنید که مرگ شرافتمندانه هزار بار از زندگی ننگین ستوده‌تر است.»

وی در روزنامه پر طرفدار شورش در انتقاد از اشرف پهلوی می‌نویسد:
مردم می‌گویند اشرف چه حق دارد که در تمام شئون مملکت دخالت کرده و با مقدرات و حیثیت یک ملت کهنسال بازی کند. مردم می‌گویند این پولهایی را که اشرف بنام سازمان شاهنشاهی از مردم کور و کچل، تراخمی و بی سواد این مملکت فقیر و بدبخت می‌گیرد به چه مصرفی می‌رساند… مردم می‌گویند چرا خواهر شاه در امور قضائیه، مقننه و اجرائی این مملکت دخالت نا مشروع می‌کند. چرا خواهر شاه دادستان تهران را احضار کرده و نسبت به توقیف ملک افضلی جنایتکار و آدم‌کش اعتراض کرده و دستور تعویض بازپرس را می‌دهد.
چرا باید یک نفر مفتخور نالایق بنام همسری خواهر شاه دربار سلطنتی یک مملکت تاریخی را ملعبه عیاشی و خوش گذرانی خود قرار دهد… شاه اگر با طرد اشرف، فاطمه و احمد شفیق عرب و هیلر آمریکایی افکار عمومی را تسکین ندهد، عاصیان جان به لب آمده و کارد به استخوان رسیده، ناچار خواهند شد برای حفظ استقلال و آبروی ایران کاری بکنند که ملت قهرمان و بزرگ فرانسه با دربار و لوئی شانزدهم کردند. حال خود دانید با آتش و قهر و نفرت مردم.
پس از انتشار این مقاله نامه تهدیدآمیزی را دریافت کرد که کلیشه آن را در روزنامه به چاپ رساند: «... ای مدیر روزنامه شورش! بدان و آگاه باش که اگر دست از مبارزه با اشرف پهلوی برنداری، عاقبت وخیمی در پیش داری، دیدی که چگونه محمد مسعود می‌خواست علیه ما مبارزه کند، به حیات او خاتمه دادیم و باز هم می‌گوئیم، اگر دست از مبارزه با ما برنداری در همین روزها منتظر سرنوشت مسعود باش.»
کریم پور بعد از اخراج مادر شاه از کشور نوشت: «... من انتظار دارم بعد از رفتن ملکه مادر و علیرضا، دربار از مرکز توطئه‌های ضد ملی و میهنی و جاسوس بازی به نفع بیگانه منزه و مبری گردد…» شورش در شماره‌ای دربارهٔ فاطمه، خواهر ناتنی شاه که با یک مسیحی ازدواج کرده بود نوشت: «... نمی‌دانم شاه متوجه نیست که مردم دربارهٔ ازدواج شرم‌آور فاطمه و هیلر چه می‌گویند… اگر با طرد اشرف و فاطمه و احمد شفیق عرب و هیلر آمریکایی افکار عمومی را تسکین ندهند، عاصیان جان به لب آمده و کارد به استخوان رسیده، قربانیان جنایات اشرف و احمد شفیق  و خجلت زدگان اعمال فاطمه و هیلر، ناچار خواهند شد برای حفظ استقلال و آبروی ایران، برای حفظ قانون اساسی، با کلنگ و داس و… و سنگ و آجر، به دربار حمله‌ور شده و کاری بکنند که ملت قهرمان و بزرگ فرانسه با دربار خودکامه و بی اعتنا به افکار عمومی لویی شانزدهم کردند. حال خود دانید با آتش قهر و نفرت مردم.»
کریم‌پور در جایی دیگر نوشت: «من نمی‌دانم، مادر و خواهران و برادران شاه، دیگر از جان این مردم مفلوک گرسنه بی‌چیز چه می‌خواهند. سی سال تمام، خون مردم را مانند زالو مکیدند… املاک و اموال مردم را عنفاً و جبراً تصاحب کردند. ناموس دختران و زنان را به زور لکه دار و آلوده ساختند… رضاخان جنایتکار گور به گور افتاده لعنتی، تمام استعداد و نبوغ ایران را مانند افعی آفریقایی بلعید و ایران مستعد و برومند و پرافتخار را به قبرستان سیاه و تاریک و مخوف تبدیل کرد…»
کریم‌پور شیرازی در سرمقاله شماره ۱۴ روزنامه شورش خود می‌نویسد: «... ما با خون خود، لانه جاسوسان اجانب را شستشو می‌کنیم، اراده آهنین مصدق اراده ۱۸ میلیون ملت غیور و محروم ماست…» وی در همین شماره نامه تهدیدآمیزی نسبت به خودش را چاپ می‌کند که در آن، او را به سرنوشت محمد مسعود تهدید کرده بودند. کریم پور رویه انتقاد و تهدید خاندان سلطنت را در روزهای پایانی عمر دولت مصدق، شدت بخشیده بود، به‌طوری‌که در شماره ۸۷ شورش، مورخ شنبه ۱۷ مرداد۳۲ مقاله‌ای به چاپ سپرده بود تحت این عنوان: «ملت چوب‌های دار را آماده کنند». همین رویه افراطی باعث شد به دستور مصدق از ادامه انتشار خودداری کند. حسین شاه حسینی عضو سابق نهضت ملی و عضو هیئت امنای قلعه احمدآباد می‌نویسد: «مصدق واقعاً عارفانه او را دوست داشت. در ۲۶ مرداد ۳۲ به لحاظ مقالات تندی که علیه شاه نوشته بود، دولت دستور توقیف شورش را داده بود ولی ذره‌ای علاقه و ارادتش نسبت به او کاسته نشد.»

## توهین به کاشانی
به نوشته علی رهنما، کریم‌پور شیرازی، سید ابوالقاسم کاشانی را «جاسوس بریتانیایی» خوانده بود که باعث جو نارضایتی شده بود. میثمی در انتقاد از آزادی بیان دولت محمد مصدق چنین می‌گوید:
در این آشفته‌بازار، همه حرمت‌ها شکسته شده بود و بازار تهمت و افتراء و هتاکی در محافل و تظاهرات در روزنامه به حدی رواج داشت که نمونه آن روزنامه «شورش» به مدیریت کریم‌پور شیرازی با توهین‌های فراوان به مرحوم آیت‌الله کاشانی بود. روزنامه شورش کاشانی را «جاسوس انگلیس» می‌خواند و در هر شماره پرچم انگلیس را روی عمامه ایشان به تصویر می‌کشید و مبتذل‌تر آنکه تصویر چند زن را بر روی عبای ایشان نقش می‌کرد که نه تنها از نظر سیاسی بلکه از نظر اخلاقی، شأن آن سید بزرگوار را پائین بیاورد.

## شکنجه و مرگ
کریم‌پور که پس از کودتای ۲۸ مرداد خود را پنهان کرده بود دو ماه بعد در زرگنده قلهک دستگیر و در دادگاه نظامی ارتش محاکمه شد، او در ۱۴ دی ماه در حالی که برای اخذ آخرین دفاع به دادرسی ارتش برده شده بود خود را از طبقه دوم عمارت دادرسی ارتش به خیابان پرتاب کرد، اما از سوی دو نفر گروهبان ارتش دستگیر و خبر اقدام به خودکشی او در روزنامه‌ها منتشر شد. او هنگامی که برای عکسبرداری از ستون فقراتش به بیمارستان ارتش برده شده بود به خبرنگاران گفت: «من می‌خواستم خودم را بکشم، زیرا طاقت تحمل این همه اتهام را نداشتم، ولی موفق به اجرای مقصود خود نشدم.» سرانجام در پنجم اسفند ۱۳۳۲ دستگاه قضایی ارتش برای «امیرمختار کریم پور شیرازی» ناشر روزنامه توقیف شده «شورش» تقاضای مجازات اعدام کرد. کریم پور پیش از کودتا نیز چند ماه را در زندان گذرانده بود.
در برخی مطالب مخالفان نوشته شده‌است که «میزان شکنجه‌هایی که بر وی اعمال گردید از آنچه بر تمام زندانیان دیگر رفت شدیدتر و دردناک‌تر بود تا جاییکه در مدت ۶ ماه موهایش سفید شد. یکی از شکنجه‌های رایج گذاشتن پالان خر بر روی وی توسط سربازان و وادار کردن او به راه رفتن و ادرار کردن بر روی وی بود.»
در مورد مرگ او روایات گوناگونی در دست است. هم‌سلولی‌های او از افسران و سربازان و نگهبانان شنیدند که وی در جریان اقدام برای فرار، خودش را با نفت بخاری داریوش فروهر آلوده کرده و آتش زده‌است. کریم پور شیرازی ساعت ۳ بامداد روز دوشنبه ۱۷ اسفندماه ۱۳۳۲ در میان شعله‌های آتش سوخت ساعت ده صبح به بیمارستان برده شد و ساعت ۴ بعد از ظهر همان روز، خبر درگذشت او منتشر شد.
اما پس از آن در میان مخالفان حکومت شاه این خبر دهان به دهان نقل شد که: «به دستور اشرف، ابتدا کریمپور را با گلوله زدند و سپس پیکر نیمه‌جانش را آتش زدند و او را در میان شعله‌های آتش سوزاندند و بدین ترتیب، دست به انتقام‌جویی از نیش قلم یک روزنامه‌نگار زدند.»
شعبان جعفری سردسته اوباش هوادار سلطنت در مصاحبه با هما سرشار پیرامون چگونگی به قتل رساندن وی می‌گوید:
این جور که ما اون موقع شنفتیم، اینو دوباره می‌گیرن و در لشکر ۲ زرهی میندازنش زندان. اونم یه آدم دهن لقی بود و به همه فحش می‌داد و سر و صدا می‌کرد. اون وقت برای این که تنبیهش کنن، روزا از تو زندان می‌آوردنش بیرون. سربازا یه پالون می‌ذاشتن روش. یه سیخونکم بهش می‌زدن. یه نفرم سوارش می‌کردن. بعد تو زندان مجرّد بود گویا… گویا تو همون زندون از بین می‌برنش دیگه.
لحاف محاف میندازن تو سلولش. نفت روش می‌ریزن و آتیشش می‌زنن.
کریمی حکاک به نقل از فروغی می‌نویسد که کریم‌پور شیرازی را زنده در سلولش سوزاندند.
محل دفن او روشن نیست و احتمال داده می‌شود که در گورستان مسگرآباد توسط مأموران دفن شده‌باشد.

## کتابشناسی
- شورش، زندگی و مبارزات کریم پور شیرازی، علی‌اشرف درویشان، محمدرضا آل ابراهیم. نشر چشمه، ۱۳۸۳، شابک:ISBN 964-362-170-7
- مختار در روزگار. ابراهیم گلستان. ۱۴۰۱.